# Astracantha cretica
Astracantha cretica är en ärtväxtart som först beskrevs av Jean-Baptiste de Lamarck, och fick sitt nu gällande namn av Dieter Podlech. Astracantha cretica ingår i släktet Astracantha och familjen ärtväxter. Inga underarter finns listade i Catalogue of Life.